# Tétraogalle de Perse
Tetraogallus caspius
Espèce
Statut de conservation UICN

 LC  : Préoccupation mineure
Statut CITES
Le Tétraogalle de Perse (Tetraogallus caspius) est une espèce d'oiseaux de la famille des Phasianidae.

## Répartition et sous-espèces
Selon la classification de référence du Congrès ornithologique international (15.1, 2025) il se répartit en trois sous-espèces (ordre phylogénique) :
- T. c. tauricus Dresser, 1876 — sud/est de la Turquie et ouest de l'Arménie ;
- T. c. caspius (Gmelin, 1784) — du centre de l'Arménie au Kopet-Dag ;
- T. c. semenowtianschanskii Zarudny, 1908 — monts Zagros est une forme plus claire, à teinte générale plus fauve-chamois.

## Habitat
Le tétraogalle de Perse est un résident de la montagne, au-dessus de 1 800 m. On le trouve sur les versants escarpés entrecoupés de ravins ou dans les prairies alpines, normalement au-dessus de la limite des arbres et des buissons d'astragales, souvent parmi des plaques de neige, mais il peut redescendre dans la ceinture forestière en été. Il monte moins haut (3 000 m) que le tétraogalle du Caucase et son habitat est plus sec que celui fréquenté par ce dernier (Hennache & Ottaviani 2011).

## Mœurs
Les mœurs de ce tétraogalle sont semblables à celles des autres espèces du groupe. Il vit en couples ou en groupes de quelques oiseaux qui se dispersent dans les zones de nourrissage, en marchant lentement à la recherche de baies, graines, tubercules, bourgeons et feuilles. Les pics d’activité se situent en début et en fin de journée, ces perdrix préférant demeurer parmi les rochers en milieu de journée. Le soir venu, elles volent rapidement  vers les zones de nourrissage, par couples ou par groupes, après avoir poussé quelques cris de contact et de ralliement. Le vol est plutôt plané, par longues glissades à ras des rochers, et juste entrecoupé de bruyants battements d’ailes.

## Voix
Le répertoire vocal est similaire à celui des tétraogalles du Caucase et de l’Himalaya. Les mâles chantent du haut d’un rocher ou d’un surplomb, tête et cou dressés. Le chant consiste en une série de plusieurs notes sifflées chacune montant d’une octave et demi, la note terminale étant très haut perchée (Madge & McGowan 2002).

## Nidification
Cette perdrix est monogame. Les parades commencent en avril ; les mâles semblent alors beaucoup plus nombreux que les femelles . Le nid est une simple dépression creusée par la femelle, en terrain découvert ou à demi cachée par un rocher. Les œufs sont pondus de fin avril à mai. La femelle élève seule ses jeunes (Madge & McGowan 2002).

## Statut, conservation
Cette espèce n’est pas considérée comme menacée bien que la chasse et la dégradation de son habitat par surpâturage soient des menaces ponctuelles et localisées. Elle n’est nulle part commune sauf en Iran, où se situe la population la plus importante (7000 à 8000 individus). La population est estimée à quelques centaines d’oiseaux en Turquie, où elle est protégée et où des aires de protection ont été établies dans le Kayseri-Yahyali et le Tunceli-Cemiskezek. Elle est rare en Arménie et en Azerbaïdjan . Elle est peu abondante au Turkménistan  où elle est considérée comme menacée en raison du braconnage et de la destruction de l’habitat, bien qu’elle soit protégée et placée sur la liste rouge (BirdLife International 2011).